# Lista planetoid z grupy damokloidów
Lista obiektów zaliczanych do damokloidów. Do 25 maja 2012 znanych było 40 obiektów o dobrze określonych orbitach (obserwowanych przez ponad 30 dni) należących do tej grupy. 42 inne obiekty prawdopodobnie również należą do niej, ale były obserwowane krócej.
- (5335) Damocles
- (15504) 1999 RG33
- (20461) Dioretsa
- (65407) 2002 RP120
- (127546) 2002 XU93
- (143075) 2002 WP20
- (144908) 2004 YH32
- (330530) 2007 VW226
- (343158) 2009 HC82
- 1996 PW
- 1997 MD10
- 1998 WU24
- 1999 XS35
- 2000 AB229
- 2000 DG8
- 2000 HE46
- 2000 KP65
- 2002 RN109
- 2003 WN188
- 2004 DA62
- 2004 NN8
- 2005 NP82
- 2005 OE
- 2005 SB223
- 2005 TJ50
- 2005 VX3
- 2006 RJ2
- 2007 BP102
- 2007 VA85 = kometa 333P/LINEAR
- 2008 SB85
- 2009 AU16
- 2009 FW23
- 2009 YS6
- 2010 CR140
- 2010 EJ104
- 2010 GW147
- 2010 JC147
- 2010 LG61
- 2010 OA101
- 2010 OM101
- 2011 SP25